# Comuna Topólka
Comuna Topólka este o comună (în poloneză: gmina) rurală în powiat Radziejów, voievodatul Cuiavia și Pomerania, Polonia.
Comuna acoperă o suprafață de 102,92 km² și are, potrivit datelor din anul 2006, o populație de 548.